# Footwork FA15
O FA15 é o modelo da Footwork da temporada de 1994 da Fórmula 1. Condutores: Christian Fittipaldi e Gianni Morbidelli.

## Resultados[1]
(legenda) 
| Ano  | Chassi | Motor          | Pneus | N° | Pilotos              | 1   | 2   | 3   | 4   | 5   | 6   | 7   | 8   | 9   | 10  | 11  | 12  | 13  | 14  | 15  | 16  | Pontos | Posição |  |
| ---- | ------ | -------------- | ----- | -- | -------------------- | --- | --- | --- | --- | --- | --- | --- | --- | --- | --- | --- | --- | --- | --- | --- | --- | ------ | ------- |  |
|      |        |                |       |    |                      |     |     |     |     |     |     |     |     |     |     |     |     |     |     |     |     |        |         |  |
|      |        |                |       |    |                      | BRA | PAC | SMR | MON | SPA | CAN | FRA | GBR | GER | HUN | BEL | ITA | POR | EUR | JPN | AUS |        |         |  |
| 1994 | FA15   | Ford HBE7/8 V8 | G     | 9  | Christian Fittipaldi | Ret | 4   | 13  | Ret | Ret | DSQ | 8   | 9   | 4   | 14  | Ret | Ret | 8   | 17  | 8   | 8   | 9      | 9°      |  |
| 1994 | FA15   | Ford HBE7/8 V8 | G     | 10 | Gianni Morbidelli    | Ret | Ret | Ret | Ret | Ret | Ret | Ret | Ret | 5   | Ret | 6   | Ret | 9   | 11  | Ret | Ret | 9      | 9°      |  |